# Christie Monteiro
Christie Monteiro (クリスティ・モンテイロ, Kurisuti Monteiro) é uma personagem da franquia Tekken. Introduzida em Tekken 4 (2001), ela é retratada como uma lutadora de capoeira de nacionalidade afro-brasileira.
Ela é neta de um lendário mestre que ensinou Eddy Gordo a arte da capoeira na prisão. Após a libertação de Eddy, ele jura a seu mestre que ensinará a tradição para Christie. Tornando-se um prodígio em apenas dois anos como aprendiz, Christie se envolve principalmente nos torneios de luta em busca de uma cura para seu avô, que ficou doente durante seu encarceramento.
A personagem recebeu uma recepção positiva da crítica e dos fãs e, junto com Eddy, lhe foi creditada a popularização da arte da capoeira para um novo público dentro da comunidade maior de jogadores e artes marciais.

## Desenvolvimento da personagem
A equipe de desenvolvimento de Tekken 3 queria incluir um praticante de capoeira no jogo e recorreu aos artistas responsáveis pela elaboração das personagens. Era desejo de Masahiro Kimoto, um dos designers, que essa personagem fosse feminina, mas um dos idealizadores lhe advertiu que seria difícil criar uma figura feminina que realizasse os movimentos da capoeira, e, em vez disso, criaram Eddy. Já em Tekken 4, com recursos mais avançados, foi possível realizar o plano inicial de Kimoto: a criação de Christie. Originalmente, ela era uma troca de paleta eficaz (na verdade, uma troca de fantasia e gênero) de Eddy em jogabilidade, mas os jogos seguintes deram a ela um tempo sutilmente diferente e alguns movimentos próprios, fazendo-a um personagem mais singular.

## Aparição
Na série Tekken, Christie é neta de um lendário mestre de capoeira que está encarcerado na mesma cela que Eddy Gordo. Eddy aprende a arte da capoeira e, após sua libertação, seu mestre pede que ele procure e ensine capoeira a sua neta. Encontrando-a logo após seu retorno do The King of Iron Fist Tournament 3, Eddy consegue ensinar Christie a se tornar um prodígio da capoeira em apenas dois anos. Mas, logo depois disso, ele desaparece abruptamente, deixando Christie apenas com as palavras: "Os responsáveis pela morte de meu pai devem pagar." Preocupada com seu súbito e misterioso desaparecimento, Christie vai procurá-lo, ingressando no The King of Iron Fist Tournament 4.
Ela consegue reencontrar Eddy durante ou após o torneio, e ambos se reúnem para ver o avô de Christie sendo solto da prisão. Por causa de seu encarceramento, ele havia se tornado um velho frágil e é diagnosticado com uma doença terminal que o deixa com apenas seis meses de vida, embora uma cura possa ser possível com a tecnologia da Mishima Zaibatsu. Vários dias depois, Christie fica sabendo do The King of Iron Fist Tournament 5. Ela vê o torneio como uma chance de salvar seu avô, mas é derrotada e volta para o Brasil. Ao chegar, ela descobre que seu avô e Eddy estão desaparecidos. Ela descobre que seu avô foi transferido para o centro médico da Mishima Zaibatsu. A fim de encontrar a localização exata de seu avô, Christie entra no The King of Iron Fist Tournament 6. Em seu epílogo, revela-se que seu avô está morto. Ela começa a chorar sobre o túmulo, e Eddy, que foi o responsável pela transferência de seu avô para que ele pudesse ser curado com os fundos que recebeu trabalhando com Mishima Zaibatsu, demonstra frustração pelos esforços em vão.
Christie também faz aparições como personagem jogável nos jogos não canônicos Tekken Tag Tournament 2 e Tekken Revolution, bem como Street Fighter × Tekken via DLC lançado em julho de 2012, com seu parceiro oficial, Lei Wulong.

### Outras mídias e mercadorias
No filme Tekken (2009), Christie é interpretada pela atriz americana Kelly Overton. Essa versão de Christie é uma lutadora de artes marciais mistas em vez de uma lutadora de capoeira, não tem nenhuma relação com Eddy Gordo e é um interesse amoroso de Jin Kazama. Além disso, uma modelo retratou Christie na galeria "Tekken Maxim Photoshoot" na revista Maxim.

## Recepção

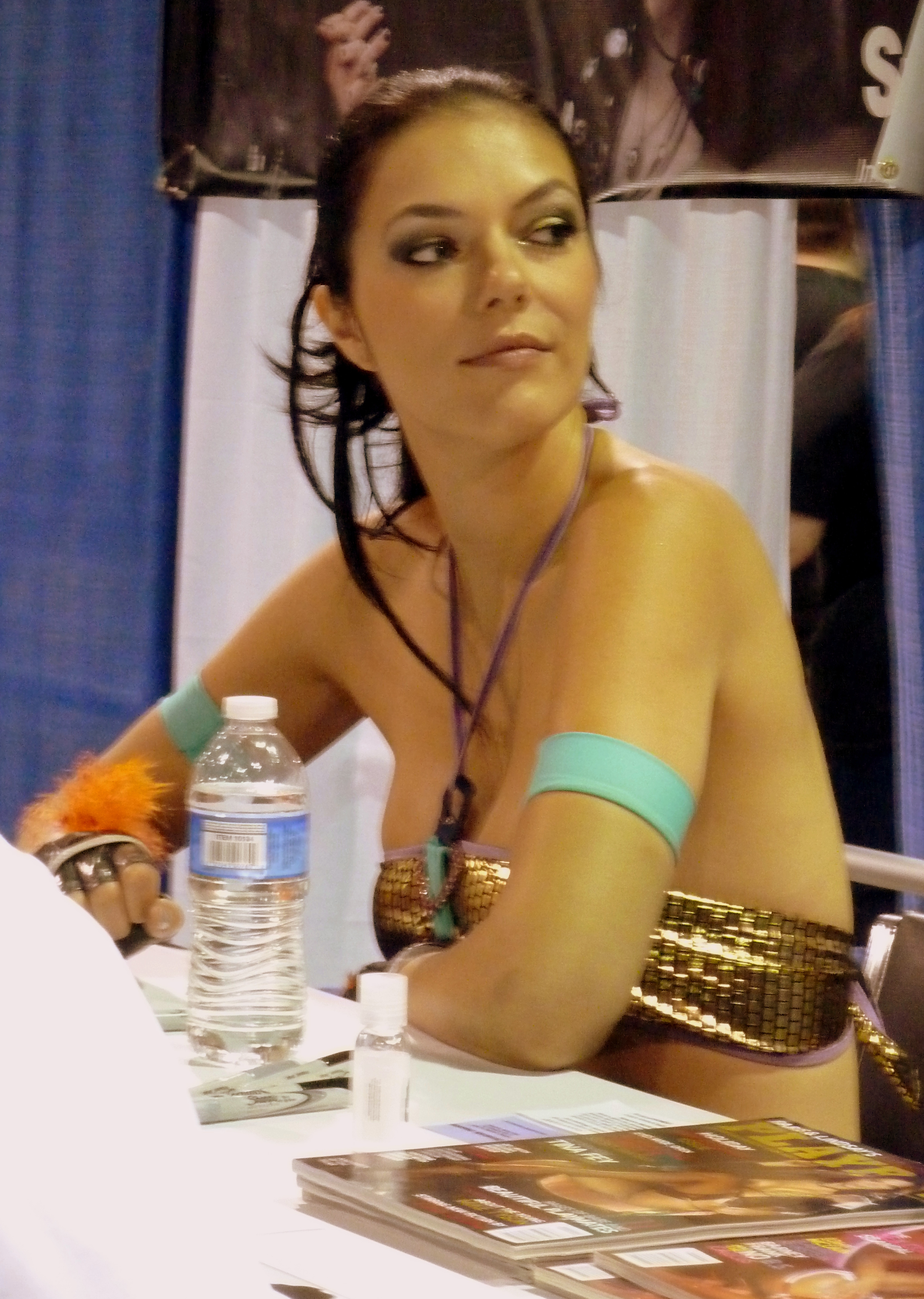
A modelo Adrianne Curry vestida de Christie na Fan Expo Chicago de 2012.

A personagem foi recebida pela mídia como uma das mulheres "mais atraentes" dos jogos eletrônicos. Aubrey Sitterson, da UGO Networks, colocou Christie em décimo quarto lugar em sua lista de 2011 das "melhores lutadoras femininas dos jogos de luta": "Além de ser totalmente sexy, algo sobre a ideia de uma mulher especialista em capoeira brasileira simplesmente nos instiga." Kevin Wong, da Complex, comentou em 2013: "Com olhos grandes e um sorriso ainda maior... hum..., Christie tem nossa atenção imediata." A revista Maxim publicou um texto em 2010 dizendo que "substituindo o personagem anterior solitário no estilo da capoeira, [Eddy], Christie rapidamente se tornou uma popular lutadora de Tekken." Tom Loftus, da NBCNews.com, disse em sua crítica de Tekken 5 de 2005: "Quem pode resistir a Christie Monteiro, uma especialista em capoeira brasileira com uma preferência fashion por tie-dye?"
No entanto, Christie foi criticada por outros fatores, como sua mecânica de jogo, caracterização e aparência visual no longa-metragem Tekken de 2009. Samantha Leichtamer, da US Gamer, nomeou-a uma dos "dez personagens mais patéticos dos jogos eletrônicos", que se resume a "apertar qualquer botão." GamesRadar+ disse em 2002 que "a substituta de [Eddy] era promissora, mas abaixo de seu traje de lantejoulas roxas, ela é o mesmo velho prazer de amassar botões com duas novas poses de vitória e alguns movimentos diferentes." Jeremy Dunham, da IGN, comentou em sua revisão de Tekken 5: "Estou particularmente entusiasmado com o fato de a Namco finalmente ter dado menos atenção às personagens novas, como Christie Monteiro". Ela também foi citada na lista de "as roupas mais inadequadas para jogos de todos os tempos" da NowGamer em 2010: "Diversão à parte, não conseguimos entender como o top de Christie consegue permanecer enquanto ela gira e rola como Sonic the Hedgehog em velocidade." Em 2012, foi listada como uma das personagens "mais ridículas" de Tekken por Writtin King, da Game Informer: "Não sei por que Christie pensou que ingressar (e inevitavelmente perder) em um torneio de luta salvaria seu avô doente."